# Proteolýza

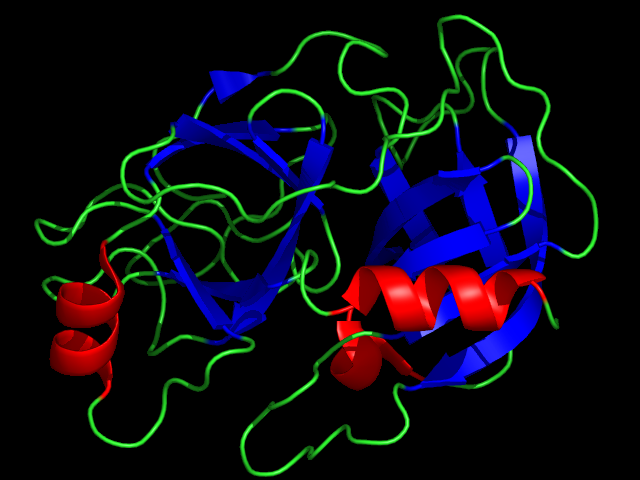
Trypsin, proteáza rozkládající bílkovinnou stravu v dvanáctníku

Proteolýza je částečná nebo úplná degradace proteinů (na menší proteiny, příp. peptidy či jednotlivé aminokyseliny). Existují mimobuněčné (např. trávicí) nebo i vnitrobuněčné enzymy rozkládající proteiny, tzv. proteázy. Degradace proteinů v buňce může být někdy spjatá s organelou lysozomem nebo s molekulárním strojem proteazomem.
Doba života proteinů se v buňkách pohybuje od několika minut po několik týdnů (někdy i více). Průběžnou degradací, jež je v rovnováze se syntézou proteinů, je zajištěno, aby byly eliminovány poškozené bílkoviny a aby bylo možné regulovat některé enzymatické kaskády pomocí odbourávání zúčastněných proteinů. Degradace proteinů v trávicí soustavě je jiná kapitola a umožňuje do těla dodávat aminokyseliny jakožto důležité stavební látky.

## Lysozomální degradace
Fagocytované proteiny, nebo proteiny v organelách bývají degradovány v buněčné organele lysozomu. Proteiny jsou štěpeny na kratší peptidy a posléze až na aminokyseliny pomocí lysozomálních enzymů - katepsinů.

## Proteazomální degradace

### Ubiquitinace
Degradace cytosolárních proteinů je regulována pomocí proteinu ubiquitinu (ubikvitinu). Ubiquitin je připojován na volné -NH2 konce postranního řetězce lysinu v daném proteinu přes tzv. isopeptidovou vazbu (vazbou mezi karboxylem a jinou než α-amino- skupinou). Na navázaný ubiquitin se mohou dále vázat další ubiquitiny. Sekvence minimálně čtyř ubiquitinů za sebou slouží jako signál pro proteasomální degradaci.

### Proteazom
Proteazom je komplexním cytoplazmatickým útvarem sloužícím k degradaci proteinů. Jedná se o molekulární stroj sestávající z mnoha proteáz (enzymů schopných štěpit peptidovou vazbu v proteinech), které štěpí proteiny až na aminokyseliny.